# Фамбах
Фамбах (нем. Fambach) — община в Германии, в земле Тюрингия. 
Входит в состав района Шмалькальден-Майнинген.  Население составляет 2215 человек (на 31 декабря 2010 года). Занимает площадь 12,66 км².